# Orechowo (Kaliningrad, Selenogradsk)
Orechowo (russisch Орехово, deutsch Schalben) ist ein Ort in der russischen Oblast Kaliningrad. Er gehört zur kommunalen Selbstverwaltungseinheit Stadtkreis Selenogradsk im Rajon Selenogradsk.

## Geographische Lage
Orechowo liegt 40 Kilometer nordwestlich der Stadt Kaliningrad (Königsberg) vier Kilometer von der Nordwestspitze des Samlandes (Brüster Ort) entfernt an der Regionalstraße 27A-013 (ex A192). Ein Bahnanschluss besteht nicht.

## Geschichte
Das bis 1946 Schalben genannte Dorf gehörte zwischen 1874 und 1945 zum Amtsbezirk Groß Kuhren (heute russisch: Primorje) im Landkreis Fischhausen (1939 bis 1945 Landkreis Samland) im Regierungsbezirk Königsberg der preußischen Provinz Ostpreußen. Im Jahre 1910 zählte der Ort 124 Einwohner.
Am 17. Oktober 1928 vergrößerte sich der Ort, als die Nachbargemeinde Mandtkeim (heute russisch: Maiski) eingegliedert wurde. Die Einwohnerzahl stieg bis 1933 auf 173 und betrug 1939 noch 155.
In Kriegsfolge kam Schalben 1945 mit dem nördlichen Ostpreußen zur Sowjetunion. Im Jahr 1947 erhielt der Ort den russischen Namen Orechowo und wurde gleichzeitig dem Dorfsowjet Jantarski selski Sowet im Rajon Primorsk zugeordnet. Später gelangte der Ort in den Powarowski selski Sowet. Von 2005 bis 2015 gehörte Orechowo zur Landgemeinde Krasnotorowskoje selskoje posselenije und seither zum Stadtkreis Selenogradsk.

## Kirche
Mit seiner mehrheitlich evangelischen Einwohnerschaft gehörte Schalben bis 1945 zum Kirchspiel der Pfarrkirche in Heiligenkreutz (heute russisch: Krasnotorowka) im Kirchenkreis Fischhausen (Primorsk) innerhalb der Kirchenprovinz Ostpreußen der Kirche der Altpreußischen Union. Heute liegt Orechowo im Einzugsgebiet der evangelisch-lutherischen Auferstehungskirche in Kaliningrad (Königsberg) in der Propstei Kaliningrad der Evangelisch-lutherischen Kirche Europäisches Russland.